# Жилино (Рыльский район)
Жи́лино — деревня в Рыльском районе Курской области. Входит в Березниковский сельсовет.

## География
Деревня находится в бассейне Сейма, в 108 км западнее Курска, в 8 км севернее районного центра — города Рыльск, в 10,5 км от центра сельсовета — Березники.
Климат
Жилино, как и весь район, расположен в поясе умеренно континентального климата с тёплым летом и относительно тёплой зимой (Dfb в классификации Кёппена).

## Население
| 2002 | 2010 |
| ---- | ---- |
| 24   | ↘11  |

## Инфраструктура
Личное подсобное хозяйство. В деревне 18 домов.

## Транспорт
Жилино находится в 4,5 км от автодороги регионального значения 38К-017 (Курск — Льгов — Рыльск — граница с Украиной), в 5 км от автодороги 38К-040 (Хомутовка — Рыльск — Глушково — Тёткино — граница с Украиной), в 3 км от автодороги межмуниципального значения 38Н-707 (38К-040 — Кострова), в 9 км от ближайшей ж/д станции Рыльск (линия 358 км — Рыльск).
В 175 км от аэропорта имени В. Г. Шухова (недалеко от Белгорода).